# Calopadia nymanii
Calopadia nymanii är en lavart som först beskrevs av R. Sant., och fick sitt nu gällande namn av Vezda 1986. Calopadia nymanii ingår i släktet Calopadia och familjen Ectolechiaceae.   Inga underarter finns listade i Catalogue of Life.